# درستش کن (ترانه بی‌تی‌اس)
«درستش کن» (به انگلیسی: Make It Right) ترانه‌ای از گروه پسرانهٔ کره‌ای بی‌تی‌اس است. این تک‌آهنگ در ۱۲ آوریل ۲۰۱۹، به‌عنوان قطعه‌ای از آلبوم چندآهنگهٔ نقشهٔ روح: پرسونا، به‌صورت دیجیتال منتشر شد. نسخهٔ ریمیکس آن با حضور لو، در ۱۸ اکتبر ۲۰۱۹ به‌عنوان دومین تک‌آهنگ این ئی‌پی بازنشر شد.

## بازخورد
نیویورک تایمز در مورد این قطعه گفت: «این تک‌آهنگ دارای برخی از شاخصه‌های لطیف آثار اد شیرن، به‌همراه پیچیدگی بی‌تی‌اس است.» همچنین جه-ها کیم از شیکاگو تریبون آن را «امیدوارکننده و خوش‌بینانه» نامید.

## عوامل
جزئیات ترانهٔ اصلی از یادداشت‌های سی‌دی نقشهٔ روح: پرسونا و جزئیات مربوط به ترانه‌سرایی لو در نسخهٔ ریمیکس، از اسپاتیفای گرفته شده‌است.
| - بی‌تی‌اس – آواز اولیه - فرد گیبسون – تهیه‌کنندگی، ترانه‌سرایی، درامز، کیبورد، سینث‌سایزر، برنامه‌نویسی - اد شیرن – ترانه‌سرایی - بنجی گیبسون – ترانه‌سرایی - جو هیل – ترانه‌سرایی - آر ام – ترانه‌سرایی، تنظیم رپ، مهندسی ضبط | - شوگا – ترانه‌سرایی - جی-هوپ – ترانه‌سرایی - آری لف – ترانه‌سرایی (فقط در نسخهٔ تک‌آهنگ ریمیکس) - جونگ کوک – کورس - پی‌داگ – تنظیم آواز، تنظیم رپ، مهندسی ضبط - هیس نویز – مهندسی ضبط، مهندسی دیجیتال - ال کاپیتان – مهندسی دیجیتال |

## جداول
| جدول (۲۰۱۹)                               | بالاترین موقعیت |
| ----------------------------------------- | --------------- |
| استرالیا (ای‌آرآی‌ای)                       | ۸۹              |
| کانادا (۱۰۰ آهنگ داغ کانادا)              | ۷۲              |
| جمهوری چک (۱۰۰ تک‌آهنگ دیجیتال برتر)       | ۹۹              |
| مجارستان (۴۰ تک‌آهنگ برتر)                 | ۱۵              |
| ایرلند (آی‌آرام‌ای)                         | ۵۹              |
| لیتوانی (آگاتا)                           | ۱۶              |
| ژاپن (۱۰۰ آهنگ داغ ژاپن)                  | ۵۴              |
| مالزی (آرآی‌ام)                            | ۵               |
| تک‌آهنگ‌های داغ نیوزیلند (آرام‌ان‌زد)         | ۵               |
| اسکاتلند (اوسی‌سی)                         | ۲۸              |
| اسلواکی (۱۰۰ تک‌آهنگ دیجیتال برتر)         | ۴۷              |
| کرهٔ جنوبی (گائون)                         | ۱۰              |
| کرهٔ جنوبی (۱۰۰ آهنگ داغ کی-پاپ)           | ۳               |
| تک‌آهنگ‌های بریتانیا (اوسی‌سی)               | ۶۸              |
| مستقل بریتانیا (اوسی‌سی)                   | ۹               |
| ۱۰۰ آهنگ داغ بیلبورد ایالات متحده         | ۹۵              |
| ۱۰۰ تک‌آهنگ برتر رولینگ استون ایالات متحده | ۹۰              |

| جدول (۲۰۱۹)                                    | بالاترین موقعیت |
| ---------------------------------------------- | --------------- |
| استرالیا (ای‌آرآی‌ای)                            | ۵۳              |
| کانادا (۱۰۰ آهنگ داغ کانادا)                   | ۶۵              |
| استونی (استی اکسپرس)                           | ۳۵              |
| مجارستان (۴۰ تک‌آهنگ برتر)                      | ۱۱              |
| لیتوانی (آگاتا)                                | ۲۸              |
| مالزی (آرآی‌ام)                                 | ۱۰              |
| تک‌آهنگ‌های برتر نیوزیلند (آرام‌ان‌زد)             | ۳               |
| سنگاپور (آرآی‌ای‌اس)                             | ۸               |
| کرهٔ جنوبی (گائون)                              | ۸۰              |
| هیت‌سیکر سوئد (تپ‌لیستان)                        | ۹               |
| ۱۰۰ آهنگ داغ بیلبورد ایالات متحده              | ۷۶              |
| ۴۰ ترانهٔ برتر مین‌استریم ایالات متحده (بیلبورد) | ۲۴              |

## گواهی‌نامه‌ها
| منطقه               | گواهی | واحد گواهی‌شده/فروش |
| ------------------- | ----- | ------------------ |
| استرالیا (ای‌آرآی‌ای) | طلا   | ۳۵٬۰۰۰             |